# José Pidal Rebollo
José Pidal Rebollo fue un militar, marino y político nacido en San Fernando, el 6 de junio de 1849 y fallecido en Madrid el 4 de mayo de 1920.

## Ingreso en la armada
Ingresó en el Colegio Naval Militar, en 1862, en diciembre de 1863, finaliza su estancia en el colegio naval como guardiamarina de segunda clase, y embarca en varios buques, para terminar sus estudios.
En 1866, es ascendido a guardiamarina de primera clase. En 1868, participó en el combate de Alcolea, en el que demostró su heroísmo y por ello se le otorgó al empleo de Capitán del Ejército.

## Servicio en el Pacífico
En 1869, se le ascendió al grado de Alférez de Navío, pasó a Filipinas, y en la acción de Joló, por su méritos en combate, se le ascendió al empleo de Comandante del Ejército.
En 1875, se le ascendió al empleo de teniente de navío de segunda clase, con el que permaneció en aquel archipiélago, mandando sucesivamente, los cañoneros; Pampanga , Balanguigui  y Paragua, permaneciendo en estos mares por espacio de algo más de diez años.
Pasó destinado a la estación naval de Bongao, donde permaneció como comandante, de los vapores de ruedas Gaditano, Kliper y Nautilus, así como el cañonero-torpedero Nueva España.
En 1887, se le ascendió al empleo de Teniente de Navío de primera clase, y fue destinado a las islas Carolinas Orientales, como jefe de la división naval formada por el crucero Velasco y el cañonero  Quiros, más el crucero auxiliar Alfonso XIII.

## De vuelta a la península
En de 1894, se le ascendió al empleo de capitán de fragata, pasando a mandar la Fragata blindada Numancia. Permaneció un tiempo al mando del buque y luego fue destinado a servicios en tierra, como el de Comandante de Marina de Almería e Ibiza. 
En 1905, ascendió al empleo de Capitán de Navío, con el que volvió a tomar el mando de la Numancia, transformada en 1896 en acorazado guardacostas, al desembarcar de este mando se le destinó, como Comandante de Marina de Palma de Mallorca y como Jefe de la Escuela de Aplicación.
En 1910, se le ascendió al empleo, de capitán de navío de primera clase, permaneciendo con destinos en arsenales y dependencias de la armada, entre otros, de secretario de la comandancia general del Arsenal de la Carraca.

## Senador, ministro y jefe del estado mayor
En 1911, fue nombrado Senador vitalicio, en representación de la Corona.
En de 1912, ascendió al empleo de Vicealmirante, y con él, se le otorgó el mando de la escuadra de Instrucción, enarbolando su insignia indistintamente, en los cruceros Carlos V y Cataluña. Al dejar este mando, se le nombró segundo jefe de Estado Mayor Central, y posteriormente, jefe del Arsenal de la Carraca.
Con este empleo, fue designado para desempeñar la cartera del Ministerio de Marina, en el que permaneció poco tiempo, por lo que se reincorporó a su puesto en el Arsenal de La Carraca en su San Fernando natal como su comandante general.
Fue llamado de nuevo a Madrid y nombrado jefe de la Jurisdicción de Marina en la Corte y al mismo tiempo, Consejero de Estado. El 12 de diciembre de 1914, fue ascendido al empleo de Almirante y el 16 de enero de 1915, recibió nombramiento de jefe del Estado Mayor Central.
Permaneció en este cargo, hasta su ascenso a Capitán General de la Real Armada, en 1918, momento en el que fugazmente, volvió a ocupar la cartera de marina. Falleció en Madrid, el 4 de mayo de 1920, en el ejercicio de su mando.

## Condecoraciones
Estaba en posesión entre otras de las siguientes condecoraciones:
- 2 Cruces de primera Clase al Mérito Naval con distintivo Rojo, por su demostrado valor en las acciones de guerra de Joló (Capitanía General de Filipinas) de los años de 1882 y 1883
- Cruz de la Orden de San Hermenegildo, así como la Placa y la Gran Cruz
- Gran Placa de Honor y Mérito de la Cruz Roja
- Gran oficial de la Legión de Honor;
- Gran cruz de la Orden del Mérito Militar con distintivo Blanco, otorgada por la ocupación de Larache y Alcazarquivir.